# Dolina Wipptal
Dolina Wipptal (italijansko Alta Valle Isarco, nemško Wipptal) je upravna skupnost v severni Južni Tirolski. Glavno in največje mesto oz. občina je Štercing (nem. Sterzing, it. Vipiteno) z okoli 6.000 prebivalci. Dolina Wipptal je upravno razdeljena na 6 občin (1 mestna občina in 5 občin). Prebivalci večinoma govorijo nemško (85,3 %), italijansko (14,3 %), in ladinščino (0,3 %). Leta 2004 je bilo 18.271 prebivalcev, od tega je 3,6 % tujcev. Površina upravne skupnosti je 650 km².

## Mestne in tržne občine upravne skupnosti
- Štercing (nem. Sterzing, it. Vipiteno), 5.931 prebivalci (2004) -mestna občina-